# Östra Hästefjorden
Östra Hästefjorden är en sjö i Vänersborgs kommun i Dalsland och ingår i Göta älvs huvudavrinningsområde. Sjön är 6 meter djup, har en yta på 2,49 kvadratkilometer och befinner sig 62 meter över havet. Sjön avvattnas av vattendraget Frändeforsån.

## Delavrinningsområde
Östra Hästeforden från tillrinning med Hakerudsälven och från Stora Hästefjorden genom Futtenkanalen.
Östra Hästefjorden ingår i det delavrinningsområde (648499-129107) som SMHI kallar för Utloppet av Östra Hästefjorden. Medelhöjden är 72 meter över havet och ytan är 38,99 kvadratkilometer. Räknas de 12 avrinningsområdena uppströms in blir den ackumulerade arean 291,91 kvadratkilometer. Dalbergsån (Flagerån) som avvattnar avrinningsområdet har biflödesordning 2, vilket innebär att vattnet flödar genom totalt 2 vattendrag innan det når havet efter 165 kilometer. Avrinningsområdet består mestadels av skog (32 procent), öppen mark (20 procent), jordbruk (31 procent) och sankmarker (10 procent). Avrinningsområdet har 2,33 kvadratkilometer vattenytor vilket ger det en sjöprocent på 6 procent.